# Morina ludlowii
Morina ludlowii är en kaprifolväxtart som först beskrevs av M.J.Cannon, och fick sitt nu gällande namn av Hong De-Yuan. Morina ludlowii ingår i släktet Morina och familjen kaprifolväxter. Inga underarter finns listade i Catalogue of Life.